# جون فليك
جون فليك (24 أغسطس 1991 بغلاسكو في المملكة المتحدة - ) (بالإنجليزية: John Fleck)‏ هو لاعب كرة قدم بريطاني في مركز الوسط. شارك مع منتخب اسكتلندا تحت 17 سنة لكرة القدم ومنتخب اسكتلندا تحت 19 سنة لكرة القدم ومنتخب اسكتلندا تحت 21 سنة لكرة القدم. أما مع النوادي، فقد لعب مع كوفنتري سيتي ونادي بلاكبول ونادي رينجرز.

## وصلات خارجية
- جون فليك على موقع الاتحاد الدولي (مؤرشف)  (الإنجليزية)
- جون فليك على موقع الاتحاد الأوربي (الإنجليزية)
- جون فليك على موقع الاتحاد الإسكتلندي (الإنجليزية)
- جون فليك على موقع قاعدة بيانات كرة القدم.إي يو (الإنجليزية)
- جون فليك على موقع ناشيونال فوتبول تيمز (الإنجليزية)
- جون فليك على موقع Soccerbase.com (لاعب) (الإنجليزية)
- جون فليك على موقع Soccerway.com (الإنجليزية)
- جون فليك على موقع عالم كرة القدم.نت (الإنجليزية)